# Lobogeniates collaris
Lobogeniates collaris är en skalbaggsart som beskrevs av Hermann Burmeister 1844. Lobogeniates collaris ingår i släktet Lobogeniates och familjen Rutelidae. Inga underarter finns listade i Catalogue of Life.